# Perseweracja (psychopatologia)
Perseweracja (łac. perseveratio – obstawanie przy czymś) – objaw niektórych zaburzeń psychicznych, polegający na uporczywym powtarzaniu tej samej czynności (mogą być to słowa, zdania, skojarzenia, ale również fragmenty melodii lub omyłki), mimo zaniku wywołującej ją przyczyny.
Występuje w schizofrenii, katatonii, otępieniu, upośledzeniu umysłowym, osobowości anankastycznej.